# Неелинский
Неелинский (встречается вариант Нееленский) — хутор в Усть-Лабинском районе Краснодарского края России. Входит в состав Александровского сельского поселения.

## География
Хутор расположен на левом берегу Кубани (в 2 км от русла), в 8 км к северо-западу от центра сельского поселения — хутора Александровского (по дороге 12 км). В 1,5 км западнее хутора Неелинский расположен хутор Новосёловка, непосредственно восточнее — хутор Красный, на противоположном берегу Кубани (автомобильный мост) — станица Ладожская.
В Неелинском имеется только одна улица — Комсомольская.

## Население
| 2002 | 2010 |
| ---- | ---- |
| 323  | ↘260 |